# Universität Kanagawa
Die Universität Kanagawa (jap. 神奈川大学, Kanagawa daigaku, kurz: 神大, Jindai, nicht Shindai) ist eine private Universität in Japan. Der Hauptcampus liegt in Rokkakubashi, Kanagawa-ku, Yokohama in der Präfektur Kanagawa.

## Geschichte

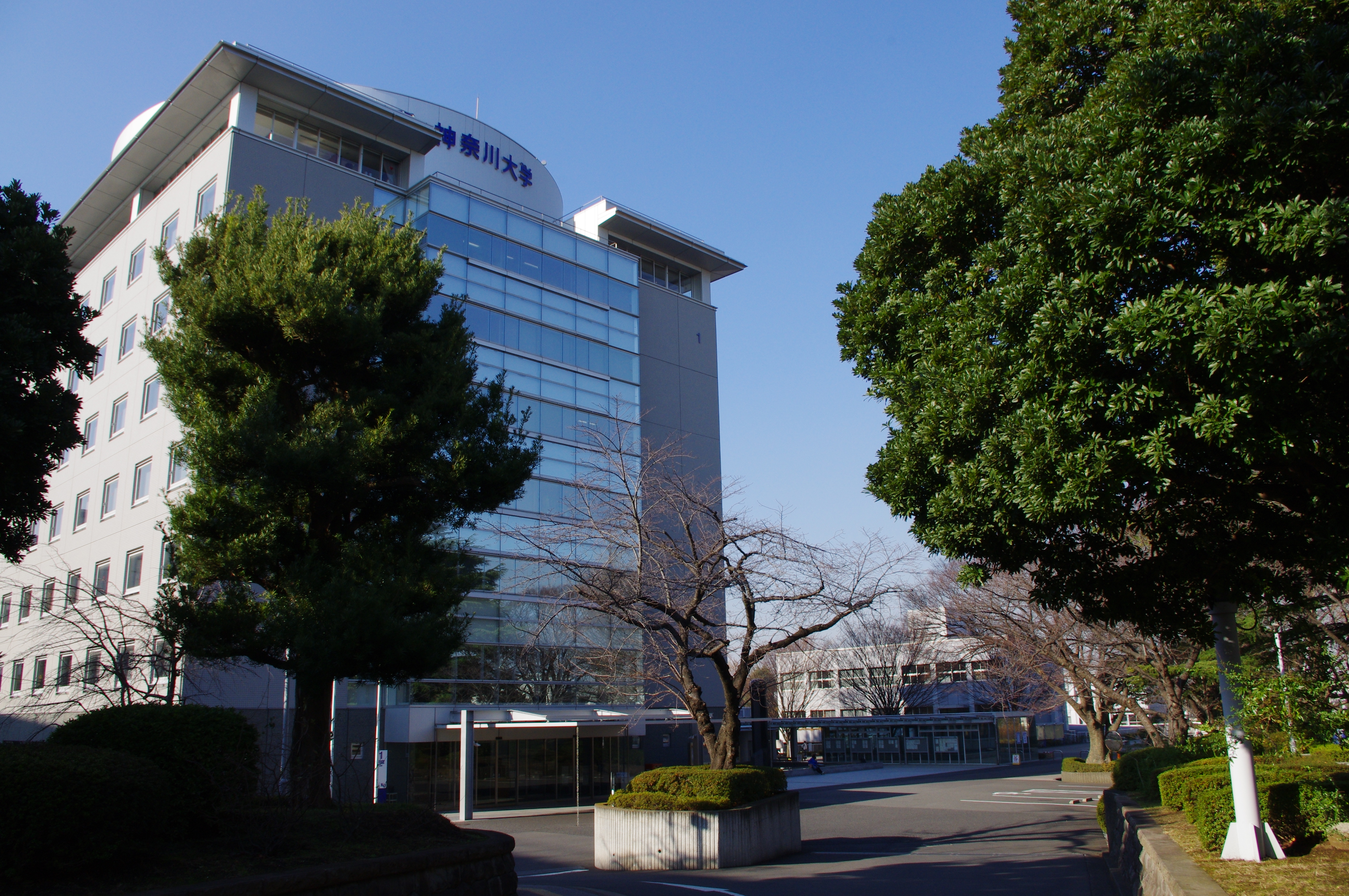
Yokohama-Campus

Der Ursprung der Universität war die 1928 gegründete Akademie Yokohama (横浜学院, Yokohama Gakuin), eine private Abendschule. 1929 wurde die Schule in Fachschule Yokohama (横浜専門学校, Yokohama semmon gakkō) umbenannt. Sie hatte einen Tageszeit-Kurs (Handelswissenschaft) und Abendkurse (Handels- und Rechtswissenschaft).
Am 15. Mai 1930 wurde der Yokohama-Campus eröffnet. 1933 begann das Stipendiatensystem. Seit 1939 gibt es technische Kurse in Maschinenlehre und Elektronik. 1949 wurde die Umbenennung in die heutige Bezeichnung vorgenommen.
Zuerst wollte die Universität den Namen „die Universität Yokohama“, aber den Namen wollten noch zwei (staatliche und städtische) Universitäten. Daher wurde „die Universität Kanagawa“ (siehe die Staatliche Universität Yokohama) gewählt.
Zu Universität gehört eine Universitätsbibliothek, deren beiden Häuser sich auf dem Campus Yokohama und auf dem Shonan-Hiratsuka-Campus befinden.

## Fakultäten

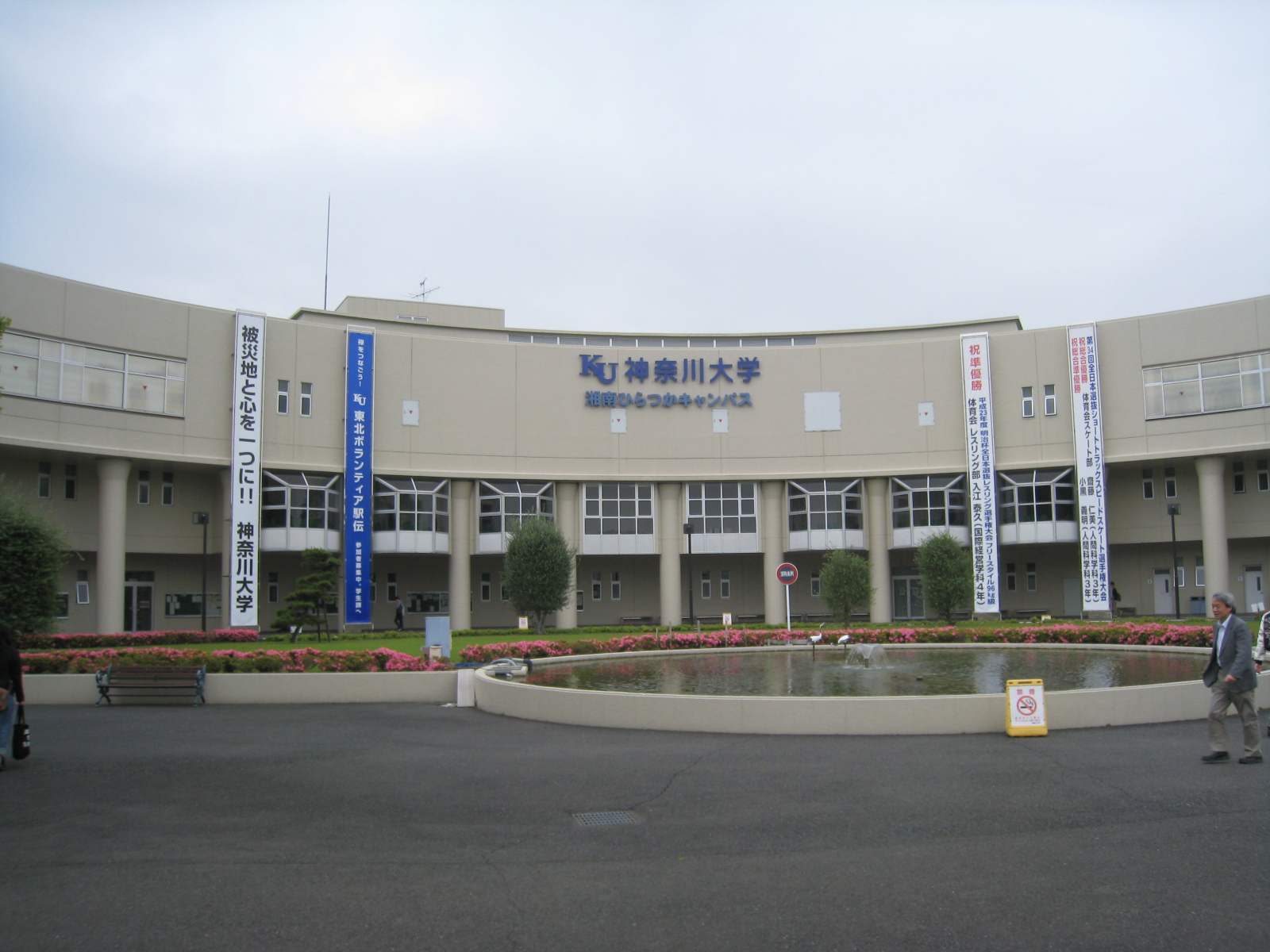
Shōnan-Hiratsuka-Campus

- Yokohama-Campus (in Kanagawa-ku, Yokohama. 35° 29′ 5,9″ N, 139° 37′ 13,7″ OKoordinaten: 35° 29′ 5,9″ N, 139° 37′ 13,7″ O):
  - Fakultät für Rechtswissenschaft
  - Fakultät für Volkswirtschaftslehre
  - Fakultät für Fremdsprachenwissenschaften
  - Fakultät für Humanwissenschaft
  - Fakultät für Ingenieurwissenschaften
- Shōnan-Hiratsuka-Campus (in Hiratsuka, Präfektur Kanagawa. 35° 20′ 44,2″ N, 139° 15′ 38,4″ O):
  - Fakultät für Betriebswirtschaftslehre
  - Fakultät für Naturwissenschaften

## Bekannte Absolventen
- Nobuo Uematsu
- Lynn Okamoto